# Seira Fuwa
Seira Fuwa (japanisch 不破 聖衣来 Fuwa Seira; * 25. März 2003 in Takasaki) ist eine japanische Langstreckenläuferin.

## Werdegang
Fuwa ist seit ihrer Jugendzeit auf nationaler Ebene erfolgreich, so siegte sie 2016 bei den vom japanischen Leichtathletik-Verband ausgerichteten Junior Olympics in ihrer Altersklasse über 1500 Meter mit einer Zeit von 4:27,81 min und 2017 beim selben Wettbewerb über 3000 Meter in 9:27,46 min. Ebenso gewann sie 2017 bei den nationalen Crosslaufmeisterschaften der Mittelschülerinnen und 2018 kam sie bei diesem Wettbewerb auf Rang 2 ins Ziel. In den nächsten zwei Jahren konnte sie auch verletzungsbedingt derartige Erfolge nicht wiederholen, im Dezember 2020 lief sie mit 15:37,44 min aber die schnellste Zeit des Jahres über 5000 Meter einer japanischen Oberschülerin. Im Februar 2021 siegte sie bei den japanischen Crosslaufmeisterschaften in der Altersklasse U20. Nach dem Ende ihrer Schulzeit entschied sie sich danach, sich nicht gleich einem der Firmenteams anzuschließen, sondern begann ein Studium der International Studies an der Takushoku-Universität.
Für das Team ihrer Universität antretend siegte sie im Sommer bei den nationalen U20-Meisterschaften über 5000 Meter und steigerte ihre Bestzeit über dieselbe Distanz auf 15:20,68 min. Ende Oktober machte sie bei den nationalen Universitäts-Ekiden-Meisterschaften auf sich aufmerksam, als sie auf einem nicht ganz flachen Kurs ihr 9,2 km langes Teilstück mit einer Pace bewältigte, die auf 10 km hochgerechnet eine Zeit von 30:26 min bedeutet hätte, womit sie auch den alten Streckenrekord um mehr als eine Minute unterbot. Am 11. Dezember bestätigte sie diese Form, als sie bei ihrem Debüt über die 10.000-Meter-Bahndistanz von Beginn an alleine laufend nach 30:45,21 min das Ziel erreichte. Mit dieser Leistung platzierte sie sich in der ewigen japanischen Bestenliste auf Rang 2 hinter Hitomi Niiya und in der ewigen U20-Weltbestenliste auf Rang 5 hinter der Kenianerin Linet Masai sowie den Chinesinnen Xing Huina, Lan Lixin und Yin Lili.

## Persönliche Bestzeiten
- 5000 Meter: 15:20,68 min, 17. Juli 2021 in Chitose
- 10.000 Meter: 30:45,21 min, 11. Dezember 2021 in Kyōto (japanischer U20-Rekord)